# Busse
Busse is een Duits historisch merk van motorfietsen.
De bedrijfsnaam was: Busse Kraftfahrzeuge, Kommandit-Gesellschaft, Magdeburg.
Busse begon in 1923 met de productie van motorfietsen. In datzelfde jaar ontstonden in Duitsland honderden kleine merken, die bijna allemaal eigen frames maakten maar inbouwmotoren van andere merken inkochten. Zo werkte Busse ook: het kocht aanvankelijk motoren in bij plaatsgenoot Hans Grade, maar later ook 175- en 206cc-DKW-tweetakten en mogelijk ook nog motoren van Paqué.
Door het enorme aantal kleine merken, die allemaal in hetzelfde marktsegment opereerden, was de concurrentie ook groot. Bovendien moest men het hebben van lokale/regionale klanten. Ruim 150 merken moesten in 1925 de poorten al sluiten, maar Busse hield het tot 1926 vol.